# Устинов, Валентин Алексеевич
Валенти́н Алексе́евич Устинов (20 марта 1938, Луга, Ленинградская область — 20 ноября 2015, Москва) — советский и российский поэт, президент Академии поэзии (Москва).

## Биография
Отца Валентина Устинова репрессировали в 1937 году; в 4 месяца Валентин потерял мать, оказался в детдоме. С 1952 года — в Ленинграде, учился в ремесленном училище, работал на Балтийском судостроительном заводе, служил в армии, работал в многотиражной газете «Балтиец» и в Василеостровском райкоме комсомола.
Литературная деятельность началась в 1965 году, когда Устинов стал собкором «Правды Севера», и его стихи появляются на страницах многотиражек «Патриот Севера» и «Балтиец». Первой серьёзной публикацией стала большая поэтическая подборка в журнале «Звезда» (1967). Первая книга — «Зеленая песня» (1968) вышла в Северо-Западном книжном издательстве (Петрозаводск).
В 1969—1977 годах — заведующий отделом очерка и публицистики, а затем — отделом поэзии журнала «Север» в Петрозаводске.
В 1972 году окончил отделение журналистики филологического факультета ЛГУ им. А. А. Жданова, в 1979 году Высшие литературные курсы при Литературном институте им. А. М. Горького. Член Союза писателей СССР с 1972 года.
В 1977 году переехал в Москву. Работал заместителем главного редактора журнала «Наш современник», затем — секретарём Московской писательской организации, руководил (1989—1996) издательством «Московский писатель», с 1998 возглавлял созданную им Академию поэзии.
Умер 20 ноября 2015 года, похоронен на Переделкинском кладбище.

## Творчество

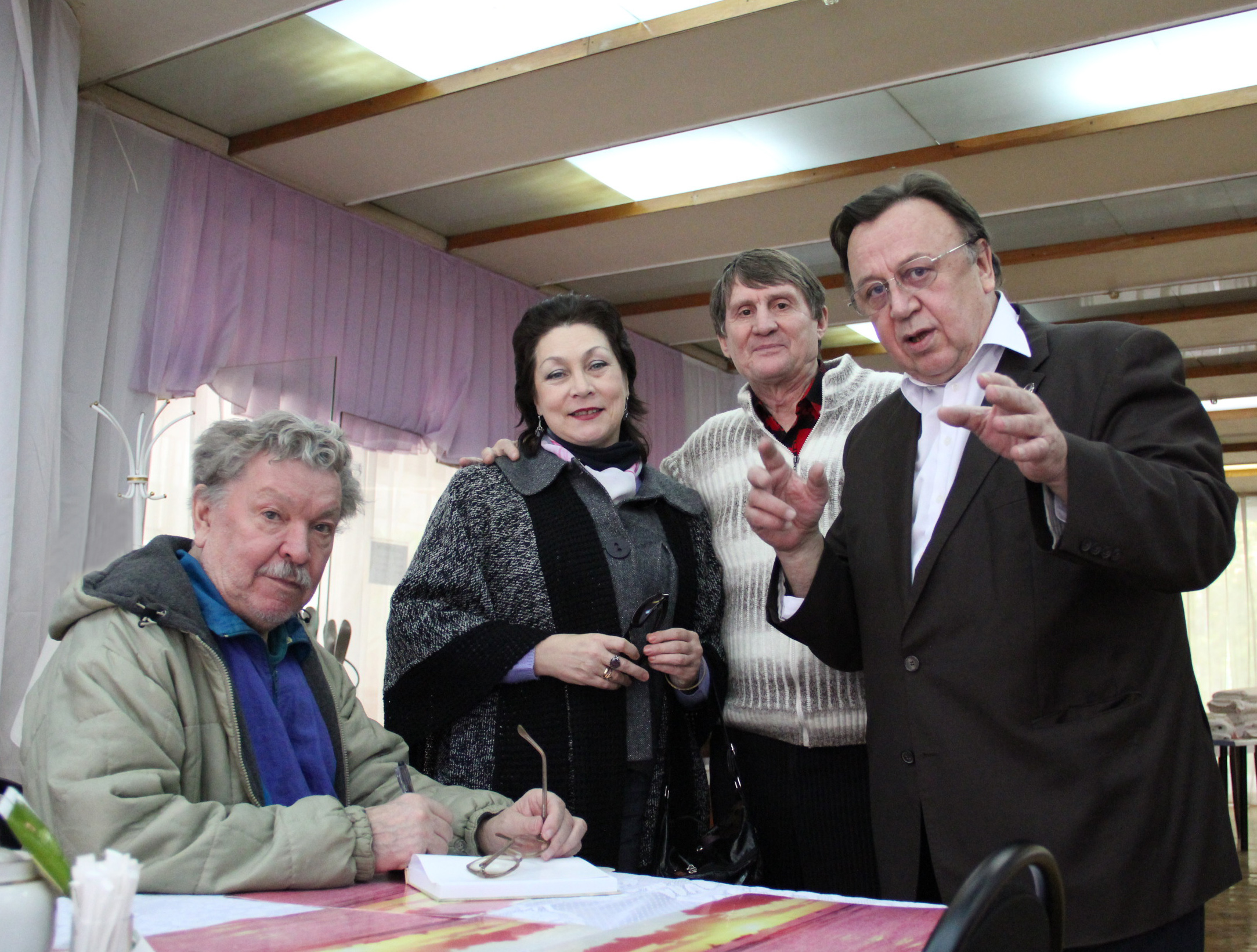
Валентин Устинов (на снимке слева) с почитателями его таланта в Переделкине. 2011 год.

Поэзия Устинова продолжает традицию русской поэзии, связанную с именами Кольцова, Есенина и Рубцова. Поэт обращается к жанру баллады («Баллада о словах любви», 1989, «Баллада об утреннем зароке», 1989, «Баллада про гаданье, гаданье», 1989 и др.), демонстрируя склонность к использованию повествовательных, лироэпических форм стиха. Эта особенность его манеры ярко проявилась в поэмах (книга поэм «Большак», 1979; «Вертоград», «Яков Окладников», «Вечная дорога», 1983, «Метельный храм», 2006.

## Отзывы критиков
- Валентин Устинов — какая глыба в современной поэзии, — так и хочется сказать словами Ленина о Льве Толстом! — какой матёрый человечище! « Школа поэзии»
- «Поэтически Валентин Устинов изначально пребывает в параллельных мирах, в живом русском единочувствии их. И ему ведома щель между мирами… Поэтически прекрасная сила творческих деяний…— тоже магическое знание. И в этом смысле его поэзия — „учение“. Жизнь для поэта — вдохновенное движение пространств и веков, влекущая смертельная игра с судьбой…» И. Шевелева, журнал «Литературная учёба»[6]
- «Для русской души — это возвращение к себе, к тому миру, где стоит говорить о пашне и тверди небесной, о хлебе и крестьянском поте, о предках и внуках, о духе и животворящей плоти — о первичных для человека ценностях. Меня же уводили в эту большую книгу ещё и ностальгические чувства: живя каждодневно в убогой упорядоченности и бескрасочности телевизионного эсперанто, тоскуешь по исконной, сочной и живой родной речи. Валентин Устинов живописать словом умеет мастерски. Если сравнивать с живописью, то это работа маслом, редко — акварелью». Владимир Топоров, газета «Завтра»[7]

## Награды
- Лауреат премии Союза писателей СССР по поэзии (1987)
- Премии им. А. Твардовского (1989)
- Орден «Знак Почёта» (2.06.1988)
- Медаль «В память 850-летия Москвы» (1997)
- орден Дружбы (2009)
- Большая литературная премия России — Первая премия (общероссийская) (2009)